# Wyspy Dziewicze Stanów Zjednoczonych na Letnich Igrzyskach Olimpijskich 1992
Wyspy Dziewicze Stanów Zjednoczonych na Letnich Igrzyskach Olimpijskich 1992 reprezentowało 25 zawodników: 20 mężczyzn i pięć kobiety. Był to 6 start reprezentacji Wysp Dziewiczych Stanów Zjednoczonych na letnich igrzyskach olimpijskich.

## Skład kadry

### Boks
Mężczyźni
- Jacobo Garcia waga lekka do 60 kg - 9. miejsce,
- Gilberto Brown waga średnia do 75 kg - 9. miejsce,

### Jeździectwo
- Charles Holzer – skoki przez przeszkody indywidualnie - 69. miejsce,

### Kolarstwo szosowe
Mężczyźni
- Chesen Frey – wyścig ze startu wspólnego - nie ukończył wyścigu,

### Lekkoatletyka
Kobiety
- Ruth Morris

bieg na 200 m – odpadła w ćwierćfinale,
bieg na 400 m – odpadła w ćwierćfinale,
- Ana Gutiérrez – maraton – 35. miejsce,
- Flora Hyacinth – skok w dal – 9. miejsce,

Mężczyźni
- Neville Hodge – bieg na 100 m – odpadł w eliminacjach,
- Wendell Dickerson – bieg na 200 m - odpadł w eliminacjach,
- Desai Wynter – bieg na 400 m - nie ukończył biegu eliminacyjnego,
- Marlon Williams

bieg na 5000 m – odpadł w eliminacjach,
bieg na 10 000 m – odpadł w eliminacjach,
- Calvin Dallas – maraton - 78. miejsce,
- Derry Pemberton, Neville Hodge, Mitch Peters, Wendell Dickerson – sztafeta 4 × 100 m – odpadli w eliminacjach,

### Pływanie
Kobiety
- Shelley Cramer

50 m stylem dowolnym – 40. miejsce,
100 m stylem dowolnym – 39. miejsce,
100 m stylem motylkowym – 43. miejsce,
Mężczyźni
- Laurent Alfred

50 m stylem dowolnym - 48. miejsce,
100 m stylem dowolnym - 60. miejsce,
200 m stylem dowolnym – 51. miejsce,
- Kristan Singleton

100 m stylem motylkowym - 50. miejsce,
200 m stylem motylkowym – 39. miejsce,

### Strzelectwo
Mężczyźni
- Bruce Meredith – karabin małokalibrowy leżąc 50 m - 31. miejsce,

### Żeglarstwo
- Lisa Neuburger – windsurfing kobiet – 13. miejsce,
- James Diaz – windsurfing mężczyzn - 30. miejsce,
- Mark Swanson – klasa Finn – 23. miejsce,
- John Foster Jr., John Foster Sr. – klasa Star – 25. miejsce,
- Charles Shipway, Jean Braure – klasa Tornado – 22. miejsce,